# Munyura
Munyura är ett vattendrag i Burundi.   Det ligger i provinsen Rutana, i den södra delen av landet, 90 km sydost om huvudstaden Bujumbura.
Omgivningarna runt Munyura är huvudsakligen savann. Runt Munyura är det ganska tätbefolkat, med 239 invånare per kvadratkilometer.